# دوگان ۲۷۷۲
سیارک ۲۷۷۲ (به انگلیسی: 2772 Dugan، نامگذاری:1979XE) دو هزار و هفتصد و هفتاد و دومین سیارک کشف شده‌است که در ۱۴ دسامبر ۱۹۷۹ کشف شد.
قدر مطلق سیارک برابر ۱۳٫۴۰ است.